# Csang En-hua
Csang En-hua (Zhang Enhua) (egyszerűsített kínai: 张恩华, hagyományos kínai: 張恩華, pinjin, hangsúlyjelekkel: Zhāng Ēnhuá; Talien, 1973. április 28. – Sencsen, 2021. április 29.) kínai válogatott labdarúgó, edző.

## Pályafutása

### Klubcsapatokban
1994 és 2003 között a Talien Sitö csapatában játszott, melynek tagjaként hét alkalommal nyerte meg a kínai bajnokságot. A 2000–01-es szezonban Angliában szerepelt a Grimsby Town együttesénél. 2004 és 2005 között a Tiencsin Teda, 2005 és 2006 között a hongkongi South China játékosa volt. 

### A válogatottban
1995 és 2002 között 65 alkalommal játszott a kínai válogatottban és 6 gólt szerzett. Részt vett az 1996-os és a 2000-es Ázsia-kupán, illetve a 2002-es világbajnokságon.

## Halála
2021. április 29-én hunyt el, egy nappal a 48. születésnapját követően. A születésnapi partin fogyasztott túlzott mennyiségű alkohol miatti szívleállást nevezték meg a halál okaként.

## Sikerei, díjai
Talien Sitö
- Kínai bajnok (7): 1994, 1996, 1997, 1998, 2000, 2001, 2002
- Kínai kupagyőztes (1): 2001